# كمال ريس
كان كمال ريس 1451 – 1511 قائدا بحريا في أسطول الإمبراطورية العثمانية، كما كَانَ أيضاً عمَّ الأميرالِ العُثمانيِ المشهورِ ورسام الخرائط بيري رئيس الذي رافقه في أغلب بعثاتِه البحريةِ المهمةِ.

## المولد والنشأة
ولد كمال ريس في جاليبولي في العام 1451 واسمه الكامل هو أحمد كمال الدين وكان والده تركيا اسمه «على» من كارامان بوسط الأناضول وقد صار يعرف في أوروبا وخصوصا في إيطاليا وإسبانيا بأسماء مثل كمالى وكماليكيو.

## مهمة بحرية إلى إسبانيا
بدأ كمال ريس حياته المهنية كقائد للأسطول البحرى التابع لباى سنجق egriboz – تعرف اليوم euboea – والتي كانت تحت حكم العثمانيين. في العام 1487 كلفه السلطان العثمانى بايزيد الثاني بمهمة الدفاع عن أراضى الأمير أبو عبد الله محمد الثاني عشر حاكم غرناطة والتي كانت آخر معاقل المسلمين في الأندلس أبحرَ كمال ريس إلى إسبانيا وأنزلَ حملة عسكريةَ مِنْ القوَّاتِ العُثمانيةِ في مالقة حيث تم الاستيلاء على المدينةَ والقُرى المحيطةَ وأْخذ العديد مِنْ الأسرى. ومِنْ هناك أبحرَ إلى جزر البليار وكورسيكا حيث هاجمَ القرى الساحليةَ، قَبْلَ أَنْ يُنزلُ قوَّاتَه قُرْب بيزا في إيطاليا. مِنْ بيزا أبحر كمال ريس مرةً أخرى إلى الأندلس وفي عِدّة مناسبات بين عامى 1490 و1492 قام بنَقل المسلمين واليهود الذين رغبوا في الهُرُوب من إسبانيا إلى محافظاتِ الإمبراطوريةِ العُثمانيةِ التي رحّبتْ بهم. قام مسلمو ويهود إسبانيا بالمساهمة في القوَّةِ المتصاعدةِ للإمبراطوريةِ العُثمانيةِ بتَقديم الأفكارِ الجديدةِ ومهارةِ الصنعة. واصل كمال ريس إنْزال قوَّاتِه في الأندلس محاولا إيقاف التقدّمَ الإسبانيَ بقَصْف موانئِ Elche والميريا ومالقة.

## أميرالا للبحرية العُثمانية
في عام 1495 عُين كمال ريس أميرالا للبحريةِ العُثمانيةِ مِن قِبل السلطان بايزيد الثاني، الذي أمر ببناء قادسا كبيرا لقائده - Goke - الذي يُمْكِنُ أَنْ يَحْملَ 700 جندي وكَانَ مسلحا بـ المدافع الأقوى في تلك الفترةِ. تم بناء قادسين كبيرين مِنْ هذا النوعِ، واحد لكمال ريس والأخر لبراق ريس. في أكتوبر عامِ 1496 وبقوة مكونة مِنْ 5 قوادسِ كبيرة، 5 غليوطات وسفينة شراعية وسفينة أصغر، أبحر كمال ريس مِن إسطنبول وهاجمَ خليج تارانتو. وفي يناير 1497 هَبطَ في مودون وأَسرَ عِدّة سُفن فينيسية في البحر الأيوني وقام بنَقلها مع كامل شحنتها إلى Euboea. في مارس 1497 كلفه السلطان بايزيد الثاني بمهمّةِ حِماية السُفنِ التي تحمل سلعَا ثمينة تَعُودُ إلى مؤسساتِ دينية بـ مكة المكرمة والمدينة المنورة مِنْ الهجماتِ المتكرّرةِ لـ فرسان القديس يوحنا الذين كَانوا يتخذون من جزيرة رودس مقرا لهم (في عام 1522 استولى العُثمانيون على جزيرة رودس وسمح لفرسانِ القدّيس يوحنا بتَرْك الجزيرةِ بسلام، والذين نقلوا قاعدتَهم أولاً إلى صقلية ولاحقاً إلى مالطا في 1530). أبحر كمال ريس نحو رودس بقوة مِنْ قادسين كبيرين و3 غليوطات وقام بأَسر سفينة شراعية تابعة لفرسانِ القديس يوحنا قُرْب مونتيستراتو. كما هَبطَ لاحقاً في ستاليمينى – لمنوس ومِنْ هناك أبحَرِ نحو تينيدوس - بوزكادا ثم عادَ إلى إسطنبول.
في يونيوِ 1497 تم إعطاؤه قادسين كبيرين آخرين وفي يوليو من نفس العام اتخذ من جزيرة خيوس (مدينة) قاعدة لعملياته في بحر إيجة ِ ضدّ الفينيسيين وفرسانِ القدّيس يوحنا. في أبريلِ 1498 قام بقيادة أسطول مكون مِنِْ 6 قوادس كبيرة و12 سفينة غليوط مسلحة بمدافعِ كبيرة و4 سفن شراعية و4 سفن من نوع أصغر مبحرا مِنالدردنيل متجها جنوباً نحو جُزُرِ بحر إيجة التي كَانتْ تَحْتَ سَيْطَرَة جمهورية البندقية. في يونيوِ 1498 ظَهر كمال ريس في جزيرةِ باروس وأبحرَ لاحقاً نحو كريت حيث أنزلَ قوَّاتَه في سيتيا حيث تم الاستيلاء على البلدةَ مع القُرى المجاورة قَبْلَ أَنْ يرسل كشافتِه لفَحْص خصائصِ القلعةِ البندقيةِ القريبةِ. في يوليو 1498 أبحرَ إلى رشيد -(روزيتا) في مصر بقوة مِنْ 5 سفنِ و6 غليوطات وسفينتان شراعيتان لنقل 300 حاج مسلم متجهينَ إلى مكة المكرمة والذين كَانَ بحوزتهم أيضاً 400,000 دوكات من الذهب كانت مرسلة من السلطان العثماني بايزيد الثاني إلى سلطان مصر المملوكي. تمكن كمال ريس قُرْب ميناءِ أبو قير من أَسر سفينتين برتغاليتينَ (سفينة غليون وسفينة شراعية) بعد قتال عنيف دامَ يومين. مِنْ هناك أبحر كمال ريس نحو سانتورينى وأَسرَ سفينة شراعية تابعة للبندقية قبل أَسْر سفينة برتغالية في بحر إيجةِ.

## الحرب العثمانية - البندقية

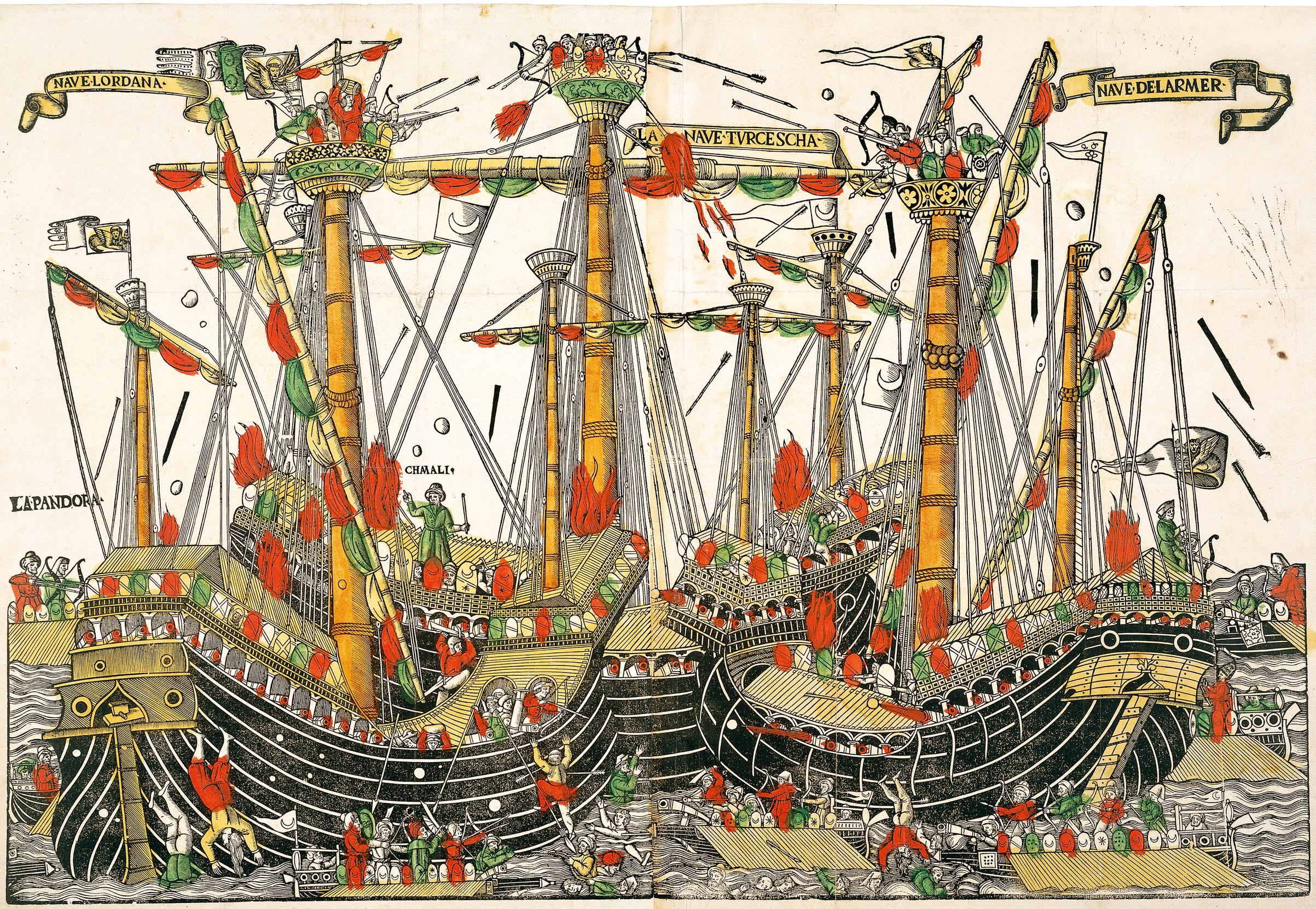
معركة زونكيو 1499

في يناير 1499 أبحر كمال ريس مِن إسطنبول بقوة مِنِْ 10 قوادس و4 سفن من أنواعِ أخرى وفي يوليو 1499 اجتمعَ بالأسطولِ العُثمانيِ الضخمِ الذي أُرسَله إليه داود باشا حيث تولى قيادتِه لكي يشن حربا واسعة النطاق ضدّ جمهوريةِ البندقية. تكون الأسطول العُثماني من 67 قادس و20 غليوط وحوالي 200 سفينة أصغر. في أغسطس 1499 هزم كمال ريس أسطولَ البندقية الذي كان تحت قيادةِ أنطونيو غريمانى في معركة زونكيو والتي تعرف كذلك بِمعركة سابيينزا أَو معركة ليبانتو الأولى وكَانَت جزءا من الحربِ العُثمانيةِ الفينيسيةِ 1499- 1503. لقد كَانتْ المعركةَ البحريةَ الأولى في التأريخِ التي استعملت فيها المدافعِ على السُفنِ، حَدثتْ المعركة في أربعة أيامِ منفصلةِ: في 12 و20 و22 و25 أغسطس عام 1499. بعد وُصُول كمال ريس إلى البحرالأيوني بأسطولِه الكبيرِ، اصطدم كمال بالأسطول البندقي المكون مِنْ 47 قادسا و17 غليوطا وحوالي 100 سفينة أصغر تحت قيادةِ أنطونيو غريمانى قُرْب رأسِ زونكيو حيث أحرز نصرَا مهمَا. أثناء المعركةِ غَرقَت سفينةَ أندريا لوريدان أحد أفراد عائلة لوريدان المسيطرة في البندقية. تم اعتقال أنطونيو غريمانى في 29 سبتمبر ولكن تم إطلاق سراحه في نهاية الأمر. أصبحَ غريمانى فيما بعد رئيس قضاة البندقية في العام 1521.
قام السلطان العُثماني بايزيد الثاني بإهداء 10 مِن سفنِ البندقية المَأْسُورَة إلى كمال ريس الذي ركّزَ أسطولَه في جزيرةِ كيفالونيا بين أكتوبر وديسمبر 1499.
قام الفينيسيون في ديسمبر 1499 بمهاجمة ليبانتو بأملِ استعادة أراضيهم المفقودةِ في البحرِ الأيونيِ. أبحر كمال ريس مِنْ كيفالونيا وأعادَ أخذ ليبانتو مِنْ الفينيسيين. بَقى كمال في ليبانتو بين أبريلِ ومايو 1500، حيث قام بإصلاح سُفنه بجيشِ مِنْ 15,000 حرفي عُثماني جَلبوا مِنْ المنطقة. مِنْ هناك أبحر كمال ريس وقَصفَ موانئ البندقية على جزيرةِ كورفو وفي أغسطس من العام 1500 استطاع هَزيمَة أسطول البندقية في معركةِ مودون والتي تعرف كذلك بِـ معركة ليبانتو الثانية. قَصفَ كمال ريس قلعة مودون مِن البحر وتمكن من أخذ البلدةَ. واشتبك لاحقاً مع الأسطولِ البندقيِ مقابل ساحل كورون حيث تمكن من أخذ البلدةَ كما استولى على سفينة شراعية فينيسية. ومِنْ هناك أبحركمال ريس نحو جزيرةِ سابيينتزا حيث أغَرقَ السفينةَ الفينيسيةَ "Lezza" في سبتمبر عام 1500 هاجم كمال ريس Voiussa وفي أكتوبر ِ ظَهرَ قرب رأسِ سانتا ماريا على جزيرةِ Lefkada قبل أن ينهى الحملة ويَعُودُ إلى إسطنبول في نوفمبر.
وبمعركةِ مودون استولى الأسطولَ والجيشَ العُثمانيَ بسرعة على أغلب أملاكِ البندقية في اليونان وخسرت البندقية مودون وكورون.
وَصلتْ هجماتُ سلاح الفرسان العُثماني أراضى البندقية في شمال إيطاليا، وفي العام 1503 كان على البندقية أن تنشد السلامَ، وتَعْترفُ بالمكاسب العُثمانيةَ.
في يناير 1501 أبحر كمال ريس مِنْ إسطنبول بأسطول مكون مِنْ 36 قادسا وغليوطا حيث هبط في فبراير عام 1501 في جزيرةِ Euboea وفي Nafplion قبل التَوَجُّه إلى كورفو في مارس ومِنْ هناك توجه إلى البحر التيراني حيث استولى على جزيرة Pianosa وأخذ العديد مِن الأسرى. وفي أبريل 1501 وبأسطول مكون مِنْ 60 قادسا هَبطَ في Nafplion وMonemvasia جاعلا القائدَ الإقليميَ البندقى المتمركز في كورفو يستدعى سُفنِ البندقية المتوجهة إلى لبنان والمشرق لكي يَقوّي دفاعاتَ معاقلِ الجمهورية الباقية في Morea. في مايو 1501 وبقوة مِنْ 8 غليوطات و13 مركبا قام بمرافقة سُفُنِ شحن تحمل مواد بناء لتَقْوِية القلاعِ العُثمانيةِ على جُزُرِ خيوس وتينوس، حيث أَسرَ سفينةَ جيرولامو بيزانو القائد الفينيسي، ومعها الراية الرسمية لسان ماركو (سان ماركو هو القدّيس الشفيع للبندقية) كما أسر سفينة فينيسية أخرى تدعى "Basadonna". ومِنْ هناك أبحرَ إلى ميناء Zonchio قُرْب نافارين بقوة مِنْ 5 غليوطات و14 مركبا. هَبطتْ القواتُ العُثمانيةُ هناك واستولتْ على القلعةَ الفينيسيةَ والقرى القريبةَ بعد حصار دام أقل مِنْ 10 ساعاتِ أَسرَ كمال ريس أيضا 3 سفنِ فينيسيةِ ومركب فينيسي سريع وعِدّة سُفن محليّة أخرى كانت راسية في ميناء Zonchio حيث تم نقل هذه السُفنِ أولاً إلى مودون ولاحقاً إلى جزيرةِ Aegina قبل الإبْحار نحو Euboea. لاحقا استولى كمال ريس على نافارينو مِنْ أيدى البندقيين، مضيفا ميناء مهما آخرَ إلىالإمبراطورية العثمانية. في يونيو عام 1501 أبحر كمال ريس إلى البحر الأدرياتيكي
حيث قام بتقَوية الدفاعاتَ العُثمانيةَ في Voiussa وVlorë.

## العمليات في غرب البحر الأبيض المتوسط والمحيط الأطلسي
في يوليوِ 1501 أبحر كمال ريس مصحوبا بابنِ أخيه بيرى ريس مِنْ ميناءِ مودون مَع قوة مكونة منْ 3 قوادسِ و16 مركبا باتجاه البحر التيراني، حيث استغلَّ الحرب بين جاكوبو دابيانو حاكم Piombino، والقوات البابوية تحت قيادةِ تشيزارى بورجيا. هبطت القوَّات العُثمانية في جزيرةِ Pianosa حيث تمكنت سريعا من أخذها، وأخذ العديد مِن الأسرى ِ. مِنْ هناك أبحر كمال ريس إلى قناةِ Piombino حيث هاجم العُثمانيون القرى الساحليةَ في تلك المنطقة. في أغسطس 1501 هبط كمال ريس وقوَّاته في ساردينيا وسيطر على عِدّة قرى ساحلية وأسر حوالى 1,050 شخصا خلال القتالِ ضدّ القواتِ المحليّةِ. اشتبك كمال ريس مع عِدّة سُفُن حربية جنوية قبالة ساحل ساردينيا حبث فرت هذه السفن لاحقاً شمالاً بَعْد أنْ أصيبت بشدة بنيران المدافعِ. وفي العام نفسه في أغسطس أبحر كمال ريس إلى جُزُرِ البليار وهَبط في مايوركا حيث خاض قتالا مريرا ضدّ القواتِ الإسبانيةِ المحليّة. مِنْ هناك تابع كمال ريس إبحارَه باتجاه إسبانيا وأَسرَ 7 سُفنِ إسبانيةِ قبالة ساحل فالينسيا. عثر العثمانيون على متن هذه السُفنِ على غطاء رأس غريب مزدان بالريش وحجارة سوداء غريبة حيث أُخبرَه أحد السجناء بأنّ كليهما جاءا مِنْ أراض مكتشفة حديثاً إلى الغربِ وراء المحيط الأطلسي. وادّعى السجينُ أنه زارَ هذه الأراضي ثلاث مرات، تحت قيادةِ رجل يدعى كولومبو، وأنّ بحوزته خريطة قام برسمها كولومبو هذا بنفسه والتي تظهر الأراضي المكتشفة حديثاً وراء بحرِ الظلمات ِ أصبحت هذه الخريطة من الخرائط الرئيسيةِ التي اعتمد عليها بيرى ريس في رسم خريطته المشهورة عام 1513.
بعد تَرْك فالينسيا، وفي أغسطس من العام 1501 تَوجّهَ كمال ريس جنوباً وقَصفَ الدفاعاتَ الساحليةَ لمقاطعة Andalucia قَبْلَ أَنْ يُنزل قوَّاتَه ويهاجمَ عدد من الموانئ والبلدات. عبر كمال ريس مضيق جبل طارق ودَخلَ المحيط الأطلسي، حيث هاجم ورجاله السواحلَ الأطلسيةَ لشبه الجزيرة الآيبيريهِ. ومِنْ هناك إتجه كمال ريس إلى المنطقة الجنوبية الغربيةَ وهَبطَ على عِدّة جزر مِنْ جزر الكناري، حيث واجهَ العُثمانيون بعض المقاومة مِن القواتِ الإسبانية. استغل بيرى ريس هذه الفرصة، كما فعل في رحلاته الأخرى مَع عمِّه لرسم خرائطه المشهورة التي أصبحت لاحقاً جزءا من مؤلفه المشهور - كتاب البحرية -. استدارَ كمال ريس شرقاً، حيث تتبع الشريط الساحلي الأطلسيَ لـ المغرب ثم دخل البحر الأبيض المتوسط ثانية عبر مضيق جبل طارق ثم هبطُ في عِدّة موانئ بالمغرب والجزائر التي مر بها في طّريقه. مِنْ هناك توغل كمال ريس شَرقاً حيث أَسرَ عِدّة سُفن جنوية قبالة ساحل طرابلس الغرب في ليبيا واعترضَ أيضا عِدّة قوادس للبندقية في المنطقةِ قبل أن يبْحر عائدا إلى إسطنبول.

## العودة إلى شرق المتوسط
في مايوِ 1502 أبحر كمال ريس من إسطنبول بأسطول مِنْ 50 سفينةِ وتَوجّهَ إلى Euboea في يونيو 1502 تمكن من أخذ جزيرةَ Kos مع قلعةِ سان بيترو التي كانت تبعيتها
لـ فرسان القديس يوحنا. مِنْ هناك أبحرَ كمال ريس إلى Nafplion وقام بقَصف مينائَها إلى أَنْ تم استدعاؤه للمُسَاعَدَة في الدفاعِ عن Mytilene التي كَانَت محاصرة مِن قِبل أسطول فينيسي فرنسي مشترك. في يوليوِ 1502 أنزلَ كمال ريس قواتَه في لسبوس حيث خاض قتالا ضدّ الجنود الفرنسيينِ في Mytilene التي استولى عليها العُثمانيون في وقت سابق مِنْ الجنويين في العام 1462. في أغسطس 1502 إتخذ كمال ريس من جزيرة Lefkada قاعدة جديدة لعملياتِه في البحرين الأيوني والأدرياتيكى، حيث هاجمَ قرى ساحليةَ تَعُودُ إلى جمهورية البندقية وجمهورية راغوزا، وتمكن من أخذ بعضها وألحقها بالإمبراطوريةِ العُثمانية إلا أن الأهمية الإستراتيجية لجزيرةِ سانتا مورا (التي يدعوها البندقيون Lefkada) دَفعتْ جمهورية البندقية لتجهيز أسطول ضخم تحت قيادةِ بنيديتو بيسارو والذي تكون من 50 قادسا وعدة سُفنِ أخرى من أحجام أصغرِ. إنضمت إلى سفن البندقية 13 قادسا بابويا تحت قيادةِ جياكومو بيسارو شقيق بنيديتو والذي كَانَ أسقف لـ Paphos، بالإضافة إلى 3 سفنِ تابعة لفرسانِ القدّيس يوحنا في رودس و4 سفنِ فرنسيةِ تحت قيادةِ السيد de Bidoux أربك حجمِ أسطولِ العدو كمال ريس مما أُجبرَه على تَرْك Lefkada والإبحار عائدا أولاً إلى جاليبولى ثم إلى إسطنبول، حيث أمر في أكتوبر 1502 ببناء سفنِ جديدة في ترسانة البحرية الإمبراطورية في القرن الذهبي.
في مارس 1503 أبحر كمال ريس مِن إسطنبول بسُفنِه الجديدةِ ووصل إلى غاليبولى حيث تولى قيادةِ الأسطولِ العُثمانيِ الذي يتمركز هناك. إلا أنه أصيب بمرض حاد جعله يضطر للعودة إلى إسطنبول للعلاج الذي استغرق الفترة بين نوفمبر 1503 ومارس 1505.
في مارس 1505 أوكلت إلى كمال ريس مهمّةِ إيقاف فرسانِ القدّيس يوحنا في رودس والذين سبّبوا ضررا بالغَا لطرقِ الشحن العُثمانيةِ قبالة سواحلِ الأناضول، ولذا أبحرَ كمال مِنْ جاليبولى بقوة مِنْ 3 قوادسِ و17 مركبا، حيث توجه أولاً نحو جزيرةِ Kos التي استولى عليها في وقت سابق مِنْ الفرسانِ بهدفِ تَنظيم هجوم على قاعدتِهم القريبة في رودس. في مايو 1505 هاجم كمال ريس سواحلَ رودس وأنزل عددا كبيرا مِنْ قوَّاتِه على الجزيرةِ حيث قَصفوا قلعة الفرسانِ مِنْ الأرضِ وسيطروا على عِدّة قرى.
ومِنْ هناك أبحر كمال ريس إلى جُزُرِ Tilos وNisyros حيث قَصفَ قلاعَ الفرسانِ مِنْ البحرِ. في مايو 1505 استولى كمال ريس على جزيرةَ Lemnos وهاجمَ جزيرةَ Chios قبل عَودته إلى Modon في يوليو 1505.

## عودة إلى غرب البحر المتوسط وإسبانيا
في سبتمبر من العام 1505 هاجم كمال ريس جزيرة صقلية وقام بأَسر 3 سُفنِ (واحدة تملكها جمهورية راغوزا، والإثنتان الأخرى ان تابعة لصقلية) قبالة ساحلِ صقلية.
في يناير 1506 إتخذ كمال ريس من جزيرة جربة قاعدته الجديدة وأبحَر باتجاه إسبانيا، حيث هبط مرةً أخرى في سواحلِ Andalucia وقَصفَ موانئَ ألميريا ومالقة ثم قام بنَقل آخر من تبقى من المسلمين واليهود الباقون على قيد الحياةِ والذين كانوا يعانون من المعاملةِ اللاإنسانيةِ على يد محاكم التفتيش الإسبانيِة منذ العام 1492 إلى إسطنبول.
في مايو العام 1506 عاد كمال ريس إلى بحر إيجة على رأس أسطول مكون من 8 غاليوطات ومراكب وفي يونيو هَبِط في جزيرةِ Leros بقوة قوامها 500 انكشاري حيث قام بمهاجمَة القلعةَ التي كانتَ تحت قيادةِ باولو سيميونى وطوال شهر يونيو من العام 1506 قام بمهاجمَة جُزُر الدوديكانيز قبل أن يبْحر عائدا إلى غرب البحر المتوسطَ بأسطول مكون مِنْ 22 سفينةِ (تضم 3 قوادس كبيرة و11 مركبا) حيث هَبطَ في صقلية وهاجمَ القرى الساحليةَ. هناك واجهَ قواتِ نائبِ ملك صقلية الذي كَانَ حليفا لإسبانيا. في سبتمبر 1506 قام كمال ريس بمواجهَة أسطول إسباني دفاعا عن قاعدته في جربة وأَسرَ سفينة إسبانية أثناء المعركة. في أكتوبر 1506 هَبطَ في ترابانى في صقلية وقام بإحراق السُفنَ الجنويةَ الراسية في الميناءِ ثم قام بقَصف سفينة فينيسيةً تحت قيادةِ بنيديتو بريولى. أبحرَ كمال ريس لاحقاً إلى جزيرةِ Cerigo في البحرِ الأيونيِ بقوة مِنْ 3 قوادس ومركبين، وتَبادلَ إطلاق النار مع الأسطولِ البندقى تحت قيادةِ جيرولامو كونتارينى ثم أبحرَ لاحقاً عائدا إلى إسطنبول.

## العمليات المتأخرة في شرق البحر المتوسط
في يناير 1507 تم تكليف كمال ريس من قبل السلطان بايزيد الثّاني بمهمّةِ التعرض لفرسانِ القدّيس يوحنا حيث أبحرَ مِنْ غاليبولى بأسطول كبير مكون مِنْ 15 قادسا و25 مركبا مُسلَّحة جيدا بالمدافعِ. اشتبك كمال ريس مَع الفرسانِ في عِدّة مواقع حتى أغسطس 1507، ثم قفل عائدَا إلى إسطنبول. في أغسطس 1507 أبحرَ كمال إلى الأسكندرية بشحنة مِنْ 8,000 مجذافا و50 مدفعا تبرع بها السلطان بايزيد الثاني للسلطان المملوكي لمُسَاعَدَته في معركتِه ضدّ الأسطولِ البرتغاليِ الذي كان يتجرأ بالدخول للبحر الأحمرِ ويقوم بتدمير مصالحَ المماليك. مكث كمال ريس في مصر حتى فبراير 1508 ومن ثم رجع إلى إسطنبول في مايو 1508، حيث قام بالإشراف شخصياً على إصلاح وتعديلَ سُفنِه في ترسانة البحرية الإمبراطورية في القرنِ الذهبي ثم أبحر ثانية نحو بحر إيجةِ لمُوَاجَهَة قوات البندقية وفرسانِ القدّيس يوحنا. في أغسطس 1508 وَصلَ كمال ريس إلى Euboea بقادسين و3 سفن شراعيةِ وعدة مراكب ومِنْ هناك أبحرَ إلى Tenedos حيث رَدَّ هجومَا للفرسانِ وأغَرقَ سفينة قُرْب ميناءِ Sizia وفي يناير 1509 قام بمهاجمَة قلعةَ Coo قُرْب رودس.

## المهمات النهائية والوفاة
في العام 1509 أبحر كمال ريس إلى البحرِ التيرانى وهَبطَ علي سواحلِ ليغوريا. واستمرَّ بالعمل في غرب البحر المتوسط لبَعْض الوقتِ حتى عَودته إلى غاليبولى. في سبتمبر 1510 أبحرَ كمال ريس مِنْ غاليبولى بقادسين وغليوط وعِدّة مراكب حيث إنضمَّ إلى سفن شحن الأسطولِ العُثمانيِ في إسطنبول والتي كَانتْ متوجّهة إلى الأسكندرية محَملَة بخشب لبناء السُفنِ ومجاذيف ومدافع مرسلة إلى المماليك في مصر في معركتِهم ضدّ البرتغاليين في المحيط الهندي وبلغ عدد أسطول الشحن الذي كان يرافقه كمال ريس ما مجموعه 40 سفينة منها 8 قوادس َ.
في أوائل العام 1511، بعد المرور بأراضي دوقية Naxos وبعد أن شوهد لآخر مَرّة في ديسمبر 1510، تحطمت 27 سفينة من أسطولِ الشحنِ العُثمانيِ في عاصفة شديدة في البحر الأبيض المتوسطِ وكان من ضمنها سفينةِ كمال ريس الذي مات مَع رجالِه.

## تراث
تم إطلاق اسم كمال ريس على العديد من السفن الحربية في البحرية التركية، وقد قام الأميرال بيرى ريس بكتابة قصيدة رثاء ينعى فيها عمه كمال ريس الذي تعلم منه الكثير وقد صدر بها مؤلفه «كتاب البحرية» تقول القصيدة:
أيها الصديق العزيز أُريدُك أن تذكرنا في صلواتك
وَتذكّرُ كمال ريس راجين ان تكون روحه راضيةً
لقد كَانَت لديه معرفةُ تامةُ بالبحارِ ويعرف عِلْمَ الملاحةِ
لقد عَرفَ بحارا لاتحصى ولم يتمكن أحد من إيقافه
لقد مخرنا عباب المتوسطَ معا ورأينا كل مدنه العظيمة
ذَهبنَا إلى الأراضي الإفرنجية وهَزمنا الكفار
في يوم ما وصل أمر من السلطان بايزيد يقول:
«أخبروا كمال ريس أن يأتى إلي ليسدى إلى النصح في شؤون البحر»
لذا في 1495 في سَنَة وصول هذا الأمر عُدنَا إلى بلادِنا
وبأمر السلطان خرجنا وحققنا العديد مِن الانتصارات
أبحرَ كمال ريس متمنيا الرُجُوع لكنه فُقِدَ في البحر
يوما ما كان الجميع يتحدث عنه أما الآن فحتى اسمه قد تم نسيانه
لقد أمسك به ملاك الموتِ بينما كَانَ يَخْدمُ السلطان بايزيد
ليعطي الله السلام إلى كل أولئك الذين يَذكرون كمال ريس في صلاتهم
لقد مات كمال وذَهبَ إلى العالمِ الآخر بينما وجدنا أنفسنا لوحدنا في هذا العالم